# كارل هاينز فريدريك
كارل هاينز فريدريك (بالألمانية: Karl-Heinz Friedrich)‏ هو لاعب جمباز فني ألماني، ولد في 31 يوليو 1934 في تسفيكاو في ألمانيا.

## وصلات خارجية
- كارل هاينز فريدريك على موقع أوليمبيديا (الإنجليزية)